# Don't Wanna Know
"Don't Wanna Know"는 미합중국의 팝 록 밴드 마룬파이브의 곡이다. 2016년 발매되었다.

## 제작

### 마룬파이브
- 애덤 리바인 – 리드 앤 백 보컬, 작사작곡
- 제임스 발렌타인 – 리드 기타, 백 보컬
- 피제이 모턴 – 키보드, 신디사이저, 백 보컬
- 맷 플린 – 전자 드럼, 타악기
- 제시 카마이클 - 키보드, 리듬 기타, 백 보컬
- 미키 매든 - 베이스 기타

### 그 외
- 켄드릭 라마 – 랩 피처링